# Harvey Davies
Harvey Peter Davies (født 3. september 2003) er en engelsk professionel fodboldspiller, der spiller som målmand for Premier League-klubben Liverpool.

## Eksterne links
- Profil på Liverpool FC's hjemmeside
- Harvey Davies på UEFAs hjemmeside